# Maurice Duruflé
Maurice Duruflé (Louviers, 11 januari 1902 - Louveciennes, 16 juni 1986) was een Frans organist en componist. Zijn oeuvre bestaat uit werken voor orgel, koor, orkest en uit kamermuziek. Zijn bekendste werk is het requiem (opus 9) uit 1947.

## Biografie
Duruflé werd op 10-jarige leeftijd leerling aan de zangersschool van de kathedraal van Rouen. Hij studeerde er ook piano, orgel en muziektheorie. In 1919 verhuisde hij naar Parijs waar hij orgel ging studeren bij Charles Tournemire. Het Parijse conservatorium bezocht hij vanaf 1920. Hij studeerde er bij onder meer Paul Dukas en Louis Vierne. Tussen 1922 en 1928 won hij vele prijzen, onder andere voor orgel, compositie, harmonieleer en fuga. In 1930 werd hij benoemd tot organist aan de Saint-Étienne-du-Mont in Parijs, vlak bij het Panthéon, waar hij tot 1975 in dienst zou blijven. In juni 1939 speelde hij de wereldpremière van het Orgelconcert van Poulenc. In verband hiermee voorzag hij de orgelpartij, op verzoek van de componist, van registratieaanwijzingen.
In 1943 werd Duruflé professor voor harmonieleer aan het conservatorium van Parijs.
Op 15 september 1953 huwde hij de organiste Marie-Madeleine Chevalier die zijn assistente was in de Saint-Étienne-du-Mont. Na hun trouwdag deelden ze de positie van organist in deze kerk. In 1964 en 1966 gingen ze samen op tournee door de Verenigde Staten.
Na een auto-ongeluk op 29 mei 1975 moest Duruflé stoppen met zijn werkzaamheden als organist. Duruflé herstelde nooit helemaal van dit ongeluk. In 1976 publiceerde hij zijn laatste werk, Notre Père voor a-capellakoor.
Duruflé overleed in een ziekenhuis in Louveciennes in 1986.

## Werken
Het gepubliceerde oeuvre van Duruflé is niet groot; hij was niet snel tevreden en bleef lang aan zijn composities schaven, waarmee hij in de voetsporen staat van zijn leraar Paul Dukas. De gregoriaanse gezangen, die hij veel had gezongen in de jaren op de koorschool in Rouen, waren een belangrijke inspiratiebron voor zijn muziek. Dit blijkt onder meer uit het veelvuldig gebruik van middeleeuwse modi, waarbij met name de frygische modus opvalt. Voor zijn requiem nam Duruflé de gregoriaanse dodenmis als uitgangspunt, terwijl hij de opzet van het requiem van Fauré overnam, evenals het optimisme tegenover de dood dat uit diens werk blijkt. Duruflés muziek herinnert ook aan het impressionisme. Zijn composities worden gekenmerkt door orde, helderheid en duidelijke vormgeving en getuigen van grote bewogenheid en veel poëzie. Hij zocht naar het bovenaardse en droeg dit uit en over in zijn muziek en lessen.

### Lijst van werken
- Triptyque voor piano (op. 1, 1927)
- Scherzo voor orgel (op. 2, 1924)
- Prélude, Récitatif et Variations voor fluit, altviool en piano (op. 3, 1928)
- Prélude, Adagio et Choral varié sur le thème du Veni Creator voor orgel (op. 4, 1930)
- Suite voor orgel (op. 5, 1933)
- Trois danses voor orkest (op. 6, 1937)
- Prélude et Fugue sur le nom d'Alain voor orgel (op. 7, 1942)
- Andante et scherzo voor orkest (op. 8, 1940)
- Requiem voor soli, orkest, orgel en koor (op. 9, 1947) (ook gearrangeerd voor [a] soli, orgel en koor en [b] voor soli, kamerorkest, orgel en koor)
- Quatre Motets sur des thèmes grégoriens voor a-capellakoor (op. 10, 1960)
- Messe Cum Jubilo (op. 11, 1966)
- Fugue sur le carillon des heuresⓘ de la cathédrale de Soissons voor orgel (op. 12, 1962)
- Prélude sur l'Introït de l'Epiphanie voor orgel (op. 13, 1962)
- Notre Père voor a-capellakoor (op. 14, 1976)
- Méditation voor orgel, op. posth. (1964)
- Trois Improvisations pour Grand-Orgue par Louis Vierne (getranscribeerd door M. Duruflé vanaf een plaatopname uit de jaren 1930)
- Hommage à Jean Gallon (uit Soixant-quatre Lecons d'harmonie offertes en hommage a Jean Gallon).(1949)
- Lecture à vue (niet uitgegeven)
- Fuga voor orgel (niet uitgegeven)
- Lux aeterna (niet uitgegeven)

- Bibsys: 1096626
- Biblioteca Nacional de España: XX879653
- Bibliothèque nationale de France: cb138935378 (data)
- Catàleg d'autoritats de noms i títols de Catalunya: 981058516434106706
- CiNii: DA05978072
- Gemeinsame Normdatei: 119386968
- International Standard Name Identifier: 0000 0000 8368 2596
- Library of Congress Control Number: n81005199
- Nationale Bibliotheek van Letland: 000050945
- MusicBrainz: 833c8d5e-9524-41a6-bf58-95bb1b1b29e5
- Bibliotheek van het Japanse parlement: 01072199
- Nationale Bibliotheek van Tsjechië: xx0016167
- Nationale Bibliotheek van Israël: 987007599127105171
- Nationale Bibliotheek van Polen: a0000001263956
- Nederlandse Thesaurus van Auteursnamen: 073751138
- Istituto Centrale per il Catalogo Unico: UBOV533788
- LIBRIS: 275318
- SNAC: w6t7649n
- Système universitaire de documentation: 074561685
- Trove: 924781
- Virtual International Authority File: 29717780
- WorldCat: E39PBJgCPCPJJQvVbkDKxfYByd